# Vía Clínica

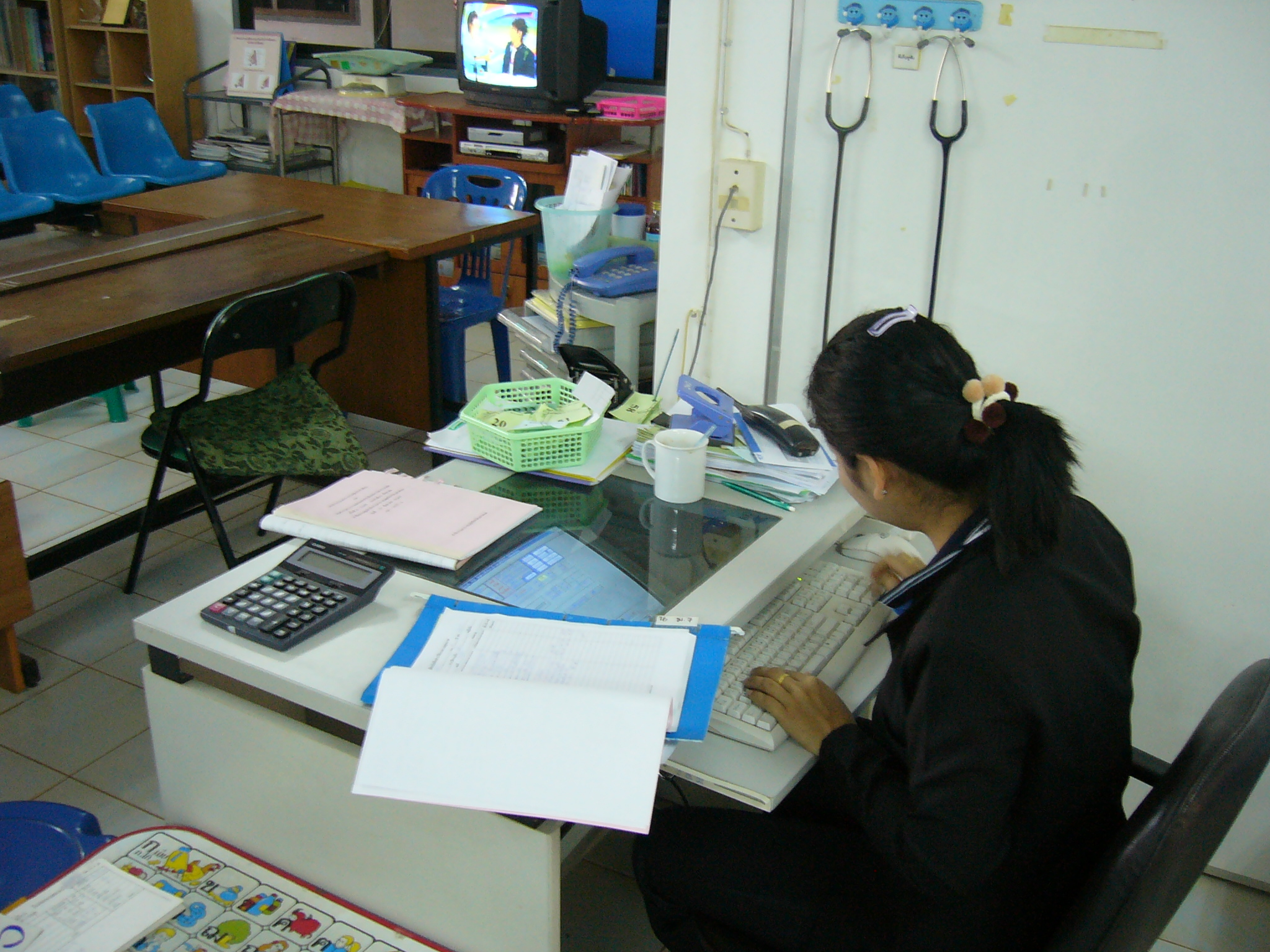
La vía clínica tiene por objeto ordenar y estandarizar la atención a los pacientes relacionados con una determinada enfermedad.

Vía clínica es una herramienta organizativa multidisciplinaria que permite realizar una secuencia óptima para llegar a un determinado diagnóstico o realizar un procedimiento, donde se incluyen todas las diferentes actividades de los profesionales que intervienen en la atención al paciente durante la estancia hospitalaria.
Las Vías Clínicas son una de las principales herramientas de la gestión de la calidad asistencial para la estandarización de los procesos asistenciales. Se ha demostrado que su implantación permite disminuir la variabilidad de la práctica clínica.  

## Historia
“Clinical pathway”: El concepto de Vía Clínica apareció por primera vez en el año 1985 de la mano de Karen Zander y Kathleen Bower en el New England Medical Center de Boston (Massachusetts, EE. UU.).
Surge como resultado de la adaptación de los documentos utilizados en la gestión de la calidad industrial, los “PNTs” (Procedimientos Normalizados de Trabajo), cuyos objetivos son:
- Mejorar la eficiencia en el uso de recursos.
- Finalizar el trabajo en un tiempo establecido.

## Criterios de Selección del Procedimiento
Los siguientes criterios pueden indicar que sea útil asignar recursos para establecer y aplicar una vía clínica para tratar una enfermedad en particular:
- Que se trate de una patología frecuente dentro del servicio u hospital.
- Patología bien definida y que permita una atención homogénea.
- Existencia de recomendaciones de buenas prácticas profesionales o de opiniones de expertos.
- Variabilidad no explicada de la atención.
- Posibilidad de obtención de consenso profesional en el hospital.
- Implantación pluridisciplinar.
- Patología que presente un riesgo importante para el paciente.
- Motivación por parte de los profesionales de trabajar en la patología.
- Patología que presente un coste elevado para el hospital.